# Sinderlach

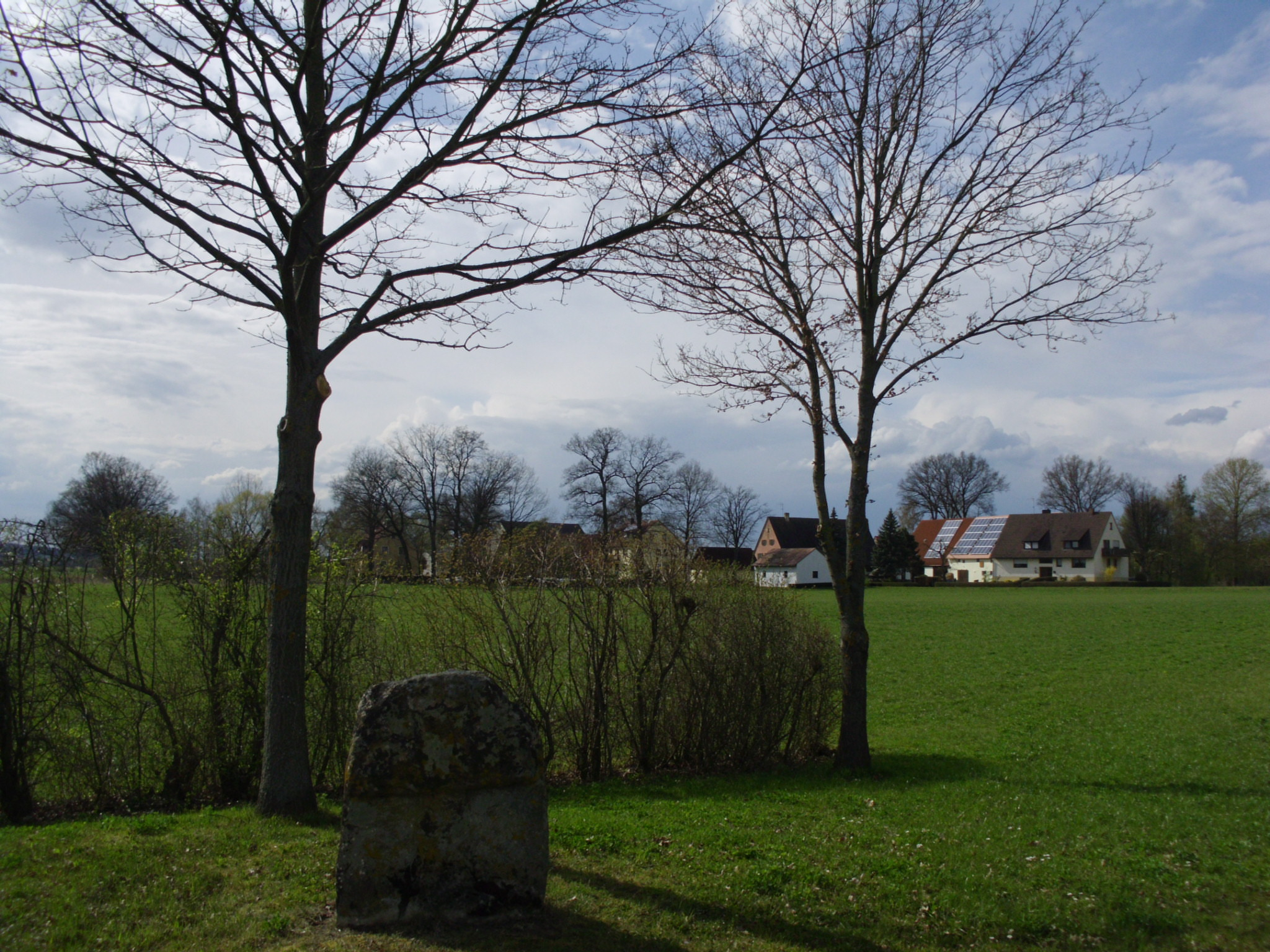
Kreuzstein bei Sinderlach

Sinderlach ist ein Gemeindeteil der Stadt Gunzenhausen im Landkreis Weißenburg-Gunzenhausen (Mittelfranken, Bayern). Sinderlach liegt in der Gemarkung Laubenzedel.

## Lage
Der Weiler liegt im Fränkischen Seenland, 2,5 km östlich des Altmühlsees, südöstlich von Laubenzedel und ca. 2 km nördlich von Gunzenhausen. Er ist zu erreichen über eine nach Laubenzedel führende Abzweigung von der Bundesstraße 466.

## Ortsname
Der Ortsname wird gedeutet als „Siedlung an einem langsam rinnenden sumpfigen Gewässer (Bach),“ „Sinder-“ also im Sinne von „sickern, rinnen“ zu verstehen ist.

## Geschichte
Der Name „Sinderlach“ ist erstmals in einer Urkunde vom 3. Januar 1366 in Form eines Feldstückes „by der Sinterlachen“ erwähnt; es wurde damals vom Kloster Ellwangen an Hainricus V(e)berfu(e)lle zu Lehen gegeben. 1378 vergab Heinrich von Leternsheim den Grafen von Oettingen zwei Güter zu Sinderlach als Lehen; sie konnten um 1430 ein weiteres Gütlein zu Sinderlach als Lehen hinzuerwerben. Das älteste Lehenbuch der oettingschen Grafen von 1450/60 vermeldet, dass auf einem Gut zu Sinderlach „der alt Kesinger aufsitzt.“ Für 1432 ist überliefert, dass es einen „Sintterlach“ genannten Bach gab, in dem gefischt wurde.
1529 davon die Rede, dass ein Zehent zu „Zynterslach“ an das Landalmosenamt Nürnberg geht; ein Jahr später sind es nur noch zwei Drittel des Zehents. Um die Mitte des 16. Jahrhunderts zinst ein Hof an die Herrschaft Lentersheim zu Altenmuhr, und zwei Halbhöfe leisten als oettingsches Lehen Abgaben an die Herrschaft Neuenmuhr. In einer Urkunde von 1582 erfährt man, dass die Grafen von Oettingen zwei Güter an die von Lentersheim zu Neuenmuhr verliehen haben. 1608 ist überliefert, dass die Fraisch beim ansbachisch-markgräflichen Amt Gunzenhausen liegt. Sind zu diesem Zeitpunkt drei Höfe Sinderlachs denen von Lentersheim gült- und vogtbar, so ist 1732 davon die Rede, dass ihnen zwei Untertanen zinsen und zwei weitere dem Kastenamt Gunzenhausen unterstehen; außerdem geht nun ein Drittel des Zehent an das evangelische Dekanat Gunzenhausen, während zwei Drittel nach wie vor nach Nürnberg gehen. Als 1799 die von Lentersheim aussterben, fallen ihre Sinderlacher Lehengüter wieder an die Grafen von Oettingen zurück.
Am Ende des Alten Reiches besteht das nach Laubenzedel gepfarrte Sinderlach aus 7 Anwesen, nämlich 2 Halbhöfen, die nach Gunzenhausen zinsen, und 2 Halbhöfen, 2 Gütlein und dem Gemeindehirtenhaus, die der Herrschaft Muhr unterstehen.
Zum 1. Januar 1806 wurde Sinderlach mit dem seit 1792 preußischen Fürstentum Ansbach infolge des Reichsdeputationshauptschlusses bayerisch. Dem 1808 im Landgericht/Rentamt Gunzenhausen gebildeten Steuerdistrikt Laubenzedel gehörte neben Sinderlach auch die Schnackenmühle und Büchelberg mit Fischhaus an. Dabei blieb es auch beim bayerischen Gemeindeedikt von 1818; erst 1824 wurden daraus selbständige Landgemeinden, wobei die Gemeinde Laubenzedel wiederum die Schnackenmühle und Sinderlach umfasste. Sie ließ sich, seit 1862 im Bezirksamt (und späteren Landkreis) Gunzenhausen liegend, bei der Gebietsreform in Bayern am 1. April 1971 nach Gunzenhausen eingemeinden und kam am 1. Juli 1972 in den neuen Landkreis Weißenburg-Gunzenhausen, der zunächst den Namen Landkreis Weißenburg in Bayern trug.

### Einwohnerzahlen
1818: 42 Einwohner

1824: 36 Einwohner bei 7 Anwesen

1867: 43 Einwohner, 3 Gebäude

1950: 32 Einwohner bei 5 Anwesen

1961: 25 Einwohner, 5 Wohngebäude

1987: 29 Einwohner

2001: 51 Einwohner bei 2 Anwesen

## Sonstiges
- Südlich des Ortes, westlich der Straße zur B 466, beim Abzweig eines Wirtschaftsweges steht circa 5 m abseits der Straße unter Eichen ein Kreuzstein.[14]